# Melanchra pulchra
Melanchra pulchra là một loài bướm đêm trong họ Noctuidae.